# Granatellus sallaei
Granatelo-de-garganta-cinzenta ou polícia-do-mato-de-garganta-cinzenta (Granatellus sallaei) é uma espécie de ave da família Cardinalidae.
Pode ser encontrada nos seguintes países: Belize, Guatemala e México.
Os seus habitats naturais são: florestas secas tropicais ou subtropicais .